# (24) Temis
(24) Temis, o asteroide número 24 de la sèrie Temis, és l'asteroide que dona nom al «grup de Temis» de les famílies d'asteroides de Kiyotsugu Hirayama. L'interès major d'aquest asteroide radica en el fet que és el primer, i el 2010 de moment l'únic, asteroide al qual hom ha trobat aigua, que es trobava en estat sòlid (glaç). També s'ha detectat a la seva superfície la presència de matèria orgànica, com ara hidrocarburs aromàtics policíclics, CH₂ i CH₃. Una altra estranya peculiaritat d'aquest asteroide és que a la seva mateixa òrbita s'hi situen una sèrie d'asteroides de menors dimensions que es van poder formar com a resultat d'una col·lisió amb un altre cos.
24 Temis és un dels asteroides més grans del cinturó d'asteroides situat entre Mart i Júpiter, que està a uns 480 milions de quilòmetres de la Terra. Es considera que l'asteroide, format fa uns 4.500 milions d'anys, té una edat pràcticament com la terrestre.
L'asteroide 24 Temis va ser descobert al segle xix, concretament a Nàpols, el 5 d'abril del 1853, per l'Annibale de Gasparis (1819-92). Pietro Angelo Secchi (1818-78) li donà el nom Temis, de la deessa de l'ordre i la justícia, filla d'Urà, el Cel i Gea, la Terra. El nom Gasparis, del descobridor, Secchi el pensava reservar per a l'asteroide (20) Massàlia, també descobert per Gasparis.

## Asteroide amb aigua
Se sabia que l'aigua al nostre planeta no era originària de la Terra perquè no va poder sobreviure al període en què tot era magma, ara aquest descobriment recolza la hipòtesi que l'aigua i altres compostos terrestres van poder arribar des de l'espai i afavorir el sorgiment de la vida primitiva. Fins a detectar aigua en aquest asteroide, hom pensava que l'aigua només podia provenir dels cometes. El canvi no és petit si es considera la gran quantitat d'asteroides que hi ha a l'espai (més de 200.000 asteroides catalogats front a menys de 4.000 cometes coneguts).
Molts experts havien sostingut, fins a aquest descobriment, que els asteroides, com no tenen atmosfera, no eren capaços de retenir el glaç primigeni durant milions d'anys i fins a l'actualitat. Creien que, com sembla que succeeix als cometes, l'aigua s'hauria hagut d'evaporar a causa de la relativa proximitat dels asteroides al Sol. En canvi, aquesta nova informació sobre el 24 Temis suggereix que a l'interior dels grans asteroides hi pot arribar a haver dipòsits de glaç que es van gastant molt a poc a poc. En particular, hom estima que un 1% d'aquest asteroide pot ser aigua i que estaria repartida per tota la seva superfície.
El glaç s'ha pogut detectar gràcies a un telescopi de raigs infraroigs de la NASA, a l'observatori de Mauna Kea, a Hawaii, mitjançant tècniques d'espectroscòpia. El fet que l'espectre lluminós corresponent a l'aigua es mantingui estable mentre l'asteroide rota és el que fa pensar que l'aigua estigui uniformement repartida.
Hom ha detectat també aigua a la Lluna, congelada a l'interior de petits cràters, i el 2008 la NASA va confirmar també la presència de petites quantitats d'aigua a Mart.